# Кондратенко Роман Сидорович
Рома́н Сидо́рович Кондрате́нко (нар. 12 жовтня 1857, Тіфліс, Російська імперія — 2 (15) грудня 1904, Порт-Артур, Російська імперія) — генерал-лейтенант російської імператорської армії українського походження, який командував обороною Порт-Артура у російсько-японській війні.

## Життєпис
Народився 12 жовтня 1857 у сім'ї Сидора Кондратенка в Тбілісі.
Рід Кондратенків походив із українських козаків з Катеринослава, що отримали дворянство.
У 1874 закінчив військову гімназію у Полоцьку, у 1877 — Миколаївське інженерне училище, у 1882 — Інженерну академію, а у 1886 — Академію Генштабу. Він командував ротою у Бобруйську, а потім стрілецьким полком у місті Сувалки.
З 1903 генерала Кондратенка назначено командувачем 7-ї Східно-Сибірською бригади, яка була розширена до дивізії і відправлена до Порт-Артура.
З настанням російсько-японської війни генерал зміг майже з нуля створити потужний фортифікаційний комплекс у Порт-Артурі. Його гарнізон впродовж 5 місяців відбив чотири загальні наступи японської армії. Під його керівництвом розроблені та застосовані нові види озброєння — ручні гранати, міномети, нові типи протипіхотних мін та електризовані загородження.
Загинув 15 грудня 1904 під час обстілу японською важкою артилерією форту № 2. Без талановитого генерала його гарнізон не протримався і півмісяця. Порт-Артур був зданий японцям 2 січня 1905.
Поховано у Петербурзі у Олександро-Невській Лаврі.
У 1907 році над могилою Романа Сидоровича Кондратенка була споруджена меморіальна каплиця, всередині якої знаходився величезний мармуровий кіот з іконами та безліч срібних вінків. Ажурну металеву каплицю було освячено 12 серпня 1907 року. У роки радянської влади вона, як і більшість каплиць Микільського цвинтаря Олександро-Невської лаври, була знищена.[джерело?]

## Вшанування пам'яті
31 травня 2008 року в Полоцьку (Білорусь) на площі Свободи встановили бюст генералові Кондратенку.

## Нагороди
- Орден Святого Станіслава 3-го ступеня (1884);
- Орден Святої Ганни 3-го ступеня (1889);
- Орден Святого Станіслава 2-го ступеня (1892);
- Орден Святой Ганни 2-го ступеня (1895);
- Орден Святого Володимира 4-го ступеня (1899);
- Орден Святого Георгія 4-го ступеня;
- Орден Святого Георгія 3-го ступеня;

### Література

Бюст Кондратенко Р. І. в Полоцьку